# Acrotona aterrima
Acrotona aterrima – gatunek chrząszcza z rodziny kusakowatych i podrodziny rydzenic.

## Taksonomia
Gatunek ten opisany został po raz pierwszy w 1802 roku przez Johanna L.Ch.C. Gravenhorsta pod nazwą Aleochara aterrima.

## Morfologia

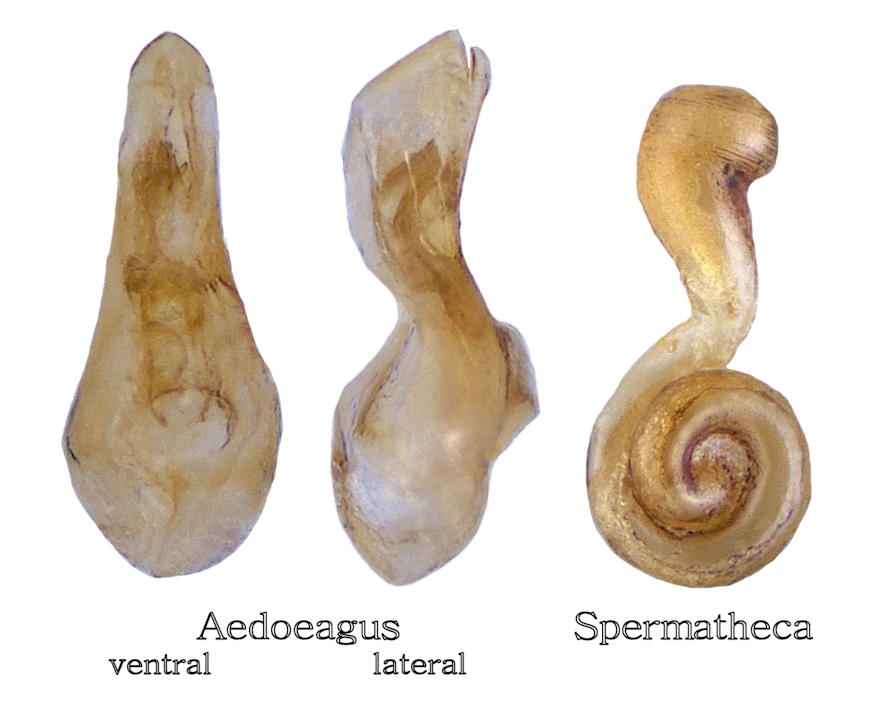
Genitalia

Chrząszcz o wydłużonym ciele długości od 2,2 do 2,7 mm. Oskórek jest słabo lśniący i gęsto porośnięty owłosieniem o niemal jedwabistym połysku. Głowa jest czarna ze zwykle czarnobrązowymi czułkami, które to są cienkie, o członie trzecim co najwyżej bardzo nieznacznie krótszym od drugiego, a szerokości członu przedostatnego nieprzekraczającej wyraźnie od jego długości. Czarne przedplecze jest prawie półtorakrotnie szersze niż dłuższe, bardzo drobno i bardzo gęsto punktowane, często zaopatrzone w delikatną bruzdę podłużną. Owłosienie na linii środkowej przedplecza zwrócone jest ku przodowi w przedniej połowie, a ku tyłowi w tylnej. Pokrywy zwykle są czarnobrązowe; mierzone wzdłuż szwu są nieznacznie krótsze od przedplecza. W widoku bocznym niedostrzegalne są boczne części przedpiersia. Odnóża mają żółtobrązową barwę. Środkowa para odnóży charakteryzuje się silnymi szczecinkami bocznymi goleni, dłuższymi niż szerokość tychże. Tylna para odnóży ma uda równomiernie smukłe, niezgrubiałe. Długość pierwszego członu stóp tylnej pary nie jest większa niż drugiego. Zwężony ku szczytowi odwłok jest czarny, bez rozległych rozjaśnień w części wierzchołkowej. Na tergitach w przedniej jego części występuje bardzo drobne i gęste punktowanie.

## Ekologia i występowanie
Owad rozmieszczony od nizin po góry. Bytuje w ściółce, wśród mchów, pod opadłymi liśćmi, kamieniami i stertami wypielonego zielska, w pryzmach kompostowych i nawozie.
Gatunek palearktyczny. W Europie znany jest z Islandii, Irlandii, Wielkiej Brytanii, Francji, Belgii, Luksemburga, Holandii, Niemiec, Szwajcarii, Austrii, Włoch, Danii, Szwecji, Norwegii, Finlandii, Estonii, Łotwy, Litwy, Polski, Czech, Słowacji, Węgier, Ukrainy, Rumunii i europejskiej części Rosji. W Afryce Północnej podawany jest z Algierii. W Azji notowany jest z syberyjskiej części Rosji, Gruzji, Kazachstanu, Uzbekistanu i Korei Północnej. Zawleczony ponadto do Kanady.